# Papcsák Ferenc
Papcsák Ferenc (Nyíregyháza, 1966. február 19. –) magyar ügyvéd, politikus. 2002 és 2006 között, valamint 2010-től fideszes országgyűlési képviselő. 2010 júniusa és novembere között elszámoltatási biztos, 2010 októberétől 2014 októberéig Zugló polgármestere volt. A 2016-os Befolyás-barométer szerint ő Magyarország 36. legbefolyásosabb személye.

## Életpályája
Hatgyerekes, görögkatolikus szabolcsi család negyedik gyermeke. Gyermekkorát a Szabolcs megyei Demecserben töltötte. 1983-ban a tiszavasvári 115. sz. Vasvári Pál Ipari Szakmunkásképző Intézetben végzett mint vegyianyag- és gyógyszergyártó szakmunkás – itt a kollégiumi diákbizottság vezetőjeként végzett munkáját Állami Ifjúsági Nívódíjjal ismerték el –, majd a Chinoin gyógyszergyár szakmunkása lett. 1986-ban az újpesti Könyves Kálmán Gimnáziumban tette le az érettségi vizsgát, esti tagozaton. 1987-ben felvették az Eötvös Loránd Tudományegyetem Állam- és Jogtudományi Karára, 1988-ban pedig a Bibó István Szakkollégiumba, ahol a választmány elnöke lett; 1993-ban szerzett jogi diplomát. Ezt követően ügyvédjelöltként dolgozott 1996-ig, amikor letette ügyvédi-jogtanácsosi szakvizsgáját. Ekkor saját ügyvédi irodát nyitott Solymáron. Jelenleg a Papcsák Ügyvédi Iroda budapesti székhellyel működik.

### Politikai pályafutása
1997-ben belépett a Fideszbe. Az 1998-as országgyűlési választáson indult, de mandátumot nem szerzett. Az őszi önkormányzati választáson a Szabolcs-Szatmár-Bereg Megyei Közgyűlés tagjává választották, ahol az ügyrendi és jogi bizottság elnöke volt (négy évvel később ismét beválasztották a közgyűlésbe). 2002-ben, az országgyűlési választáson a Baktalórántháza központú Szabolcs-Szatmár-Bereg megye 5. számú országgyűlési egyéni választókerületből szerzett mandátumot. 2002 őszén tagja lett a Szabolcs-Szatmár-Bereg megyei önkormányzat közgyűlésének.
A 2006-ig tartó parlamenti ciklus alatt a gazdasági bizottságban vett részt. 2006-ban nem szerzett országgyűlési mandátumot, de ősszel a Fővárosi Közgyűlés tagjává választották, a pénzügyi és közbeszerzési bizottság alelnöke lett. Később, 2007-ben a Fidesz Budapest 21. számú országgyűlési egyéni választókerületi (Zugló egyik fele) elnöke lett.
A 2010-es magyarországi országgyűlési választáson Budapest 21. számú egyéni választókerületben szerzett mandátumot, ahol a második fordulóban győzött a Lehet Más a Politika jelöltje, Várnai László ellen (pedig még az MSZP jelöltje, Bárándy Gergely is egyoldalúan visszalépett az LMP-s jelölt javára). Tagja lett az Országgyűlés alkotmányügyi, igazságügyi és ügyrendi bizottságának, valamint a gazdasági és informatikai bizottságnak. A második Orbán-kormány hivatalba lépése után Papcsákot elszámoltatási és a korrupcióellenes kormányzati feladatok összehangolásáért felelős kormánybiztosnak nevezték ki. 2010 nyarán a Fidesz és a KDNP zuglói polgármester-jelöltje lett, majd az őszi önkormányzati választáson polgármesterré választották – erre hivatkozva novemberben lemondott kormánybiztosi pozíciójáról. A Fidesz-Magyar Polgári Szövetség számvizsgáló bizottságának tagja, a szervezet zuglói elnöke 2012 óta.
A 2014-es magyarországi országgyűlési választáson a Fidesz-KDNP jelöltjeként újra elindult Zuglóban, ám 36,34%-os eredménnyel csak a második helyet érte el, így nem tudta megvédeni egyéni választókerületi mandátumát. Parlamenti mandátumot szerzett ugyanakkor a Fidesz országos listájáról. 2015 óta a Magyar Nemzeti Bank Felügyelő Bizottságának elnöke. Mandátumáról lemondott.
Pártpolitikai pályáján kívül 1998 és 2001 között az ÁPV Rt. felügyelőbizottsága, 2001. májustól 2002-ig igazgatósági tagja. 1992-től a Magyar Statisztikai Társaság tagja, valamint a Kisalföldi Vállalkozásfejlesztési Alapítvány elnöke lett. A Konzervativ Műhely Alapitvány alapítója. Kemecse, Demecser városok, valamint Csíkcsicsó díszpolgára.
Néhány képkocka erejéig szerepelt Szabó István Redl ezredes és Hanussen című filmjeiben.
Nős, egy fia és három lánya született

## Konfliktusok személye körül
- 2004-ben egy parlamenti felszólalás keretében összefüggésbe hozták a Baktalórántháza korábbi alpolgármestere által 2002-ben elkövetett választási csalással. 2006-ban az ezzel kapcsolatban indított személyiségi jogi pert megnyerte.[6][7]
- 2012 tavaszán jelentek meg hírek arról, hogy Papcsák Ferenc jogtalanul, duplán (Zugló polgármestereként és országgyűlési képviselőként is) vett fel költségtérítést.[8] A képviselő a pénzt pár napon belül visszafizette, annak felvételét „adminisztrációs hibával” magyarázta.[9] Ezt követően a jogtalanul felvett pénz miatt a Fidesz-frakció etikai bizottsága 250 000 forintra megbírságolta.[10]
- 2012 végén Papcsák az érdeklődés középpontjába került azzal, hogy keresetet indított személyiségi jogainak megsértése miatt internetes kommentelőkkel, és a kommenteknek megjelenési felületet biztosító sajtótermékekkel szemben.[11] 2012-ben a Népszava és a Hír24 internetes oldalon, a személyét érintő kommentek miatt indult rendőrségi eljárás.[12][13]
- 2013 elején több tízmilliós járadéka irányította rá a figyelmet, amikor a megjelent vagyonnyilatkozata szerint 2012-ben 65 millió forint osztalékot vett fel saját ügyvédi irodájától. Már 2011-ben is 40 milliós osztalékot vett fel, így felmerült a kérdés, hogy honnan tesz szert ekkora bevételekre, mivel más, ügyvédként is dolgozó képviselők vagyonnyilatkozatuk szerint sokkal kevesebbet kerestek, emellett parlamenti feladataik miatt idejük sem volt ügyvédi munkával foglalkozni, ahogy Papcsák is számos parlamenti bizottság tagjaként és zuglói polgármesterként is dolgozott.[14] A 2014-ben megjelent 2013-as vagyonnyilatkozata szerint már 160 millió forint osztalék származott az ügyvédi irodájából, bár az nem volt világos, hogy ez egy vagy több év osztaléka-e. Később perekkel fenyegetőzött a vagyonát firtató újságírókkal szemben, de egyértelmű magyarázatot nem adott a vagyongyarapodására.[15][16]
- 2013 szeptemberében egy nyilvánosságra került hangfelvétel szerint Papcsáknak mint zuglói polgármesternek 100 milliós kenőpénzt kellett fizetni a kerületben zajló felújítások után. A felvételen egy emiatt nehéz helyzetbe került építési vállalkozó panaszkodott erről Ferdinandy István alpolgármesternek, aki korábban már nézeteltérésbe keveredett Papcsákkal.[17] Papcsák szerint egyszerű rágalomról volt szó, amiben állítása szerint a korábban illegális módszerekkel dolgozó vállalkozó a tavasszal kizárt, jogkörétől megfosztott és a „baloldalt segítő” alpolgármesterrel működött együtt.[18]
- 2025 januárjában Hadházy Ákos független képviselő mutatta be, hogy az Uzsoki Utcai Kórházban az úgynevezett „VIP”, tehát kiemelt színvonalú ellátásához Papcsák cégén, a Magyar Egészségügyi Szolgáltatóház Kft.-n keresztüli regisztráció révén lehet hozzáférni. Papcsák pár éves cégének a nyilvántartások szerint nincs alkalmazottja, de 2023-ban már 356 milliós bevételt produkált, aki ebből 17 milliós osztalékot ki is vett. A képviselő szerint nem világos mi szükség van Papcsák cégének a közreműködésére a kórházi ellátás igénybevételéhez, miközben a kórház és Papcsák is titkolózik. Papcsák nem reagált a megkeresésekre.[19][20] A kórház utóbb annyit reagált, hogy „Hadházy Ákos országgyűlési képviselő úr a Budapesti Uzsoki Utcai Kórház egy korábbi betegellátásáról félrevezeti a közvéleményt. Az adott eset sürgősségi ellátás volt, ami a közfinanszírozott betegellátásban résztvevőknek kárt, hátrányt nem okozott.”[21]